# Giuseppe Martelli (enologo)
Giuseppe Martelli (Galliate, 4 febbraio 1950) è un enologo italiano, laureato in biologia presso l'Università di Pavia, dal 2008 al 2018 è stato Presidente del Comitato Nazionale Vini del Ministero delle politiche agricole alimentari e forestali (Mipaaf) e dal 2002 al 2008 dell'Union Internationale des Oenologues.

## Biografia
Nel 1974 ha ottenuto la cattedra di scienze presso l'Istituto superiore statale con ordinamento speciale per la viticoltura e l'enologia di Conegliano (TV) e nel contempo ha operato presso il Centro per la Ricerca in Viticoltura, entità specifica di ricerca del Ministero dell’Agricoltura.
Nel 1978 è stato chiamato alla Direzione Generale di Assoenologi - Organizzazione nazionale di categoria dei tecnici vitivinicoli, carica che ha ricoperto fino al definitivo pensionamento (2016).
Dal 1982 al 2015 ha rappresentato l’Italia a Parigi all’Union Internationale des Œnologues ricoprendo le cariche di Segretario Generale, di Vice Presidente e di Presidente dal 2002 al 2008. Attualmente ne è Presidente onorario. Per questa sua attività internazionale il ministro dell’Agricoltura della Repubblica Francese, Bruno Le Maire, gli ha conferito nel 2011, l’onorificenza di Cavaliere all’Ordine al merito agricolo.
Nel 1984 è stato nominato componente del Comitato nazionale vini del Dicastero dell’Agricoltura dove ha rivestito importanti incarichi. Ha avuto la presidenza della Commissione delegata per la Lombardia e successivamente per il Piemonte. Dal 1994 al 2007 ha fatto parte dell’Ufficio di presidenza, prima come Presidente della Commissione affari generali poi, per due mandati, in qualità di Vicepresidente del Comitato stesso. Anche per questo il Ministro delle Politiche Agricole alimentari e forestali (Mipaaf) Luca Zaia, nel 2008, gli ha assegnato la presidenza che nel 2012 gli è stata riconfermata dal Ministro Mario Catania per il triennio 2012/2014 e nel 2015 dal Ministro Maurizio Martina fino al 2018.
Giornalista pubblicista, dal 1996 al 2016, è stato direttore responsabile della rivista “L’Enologo”, organo ufficiale di stampa dell’Assoenologi.
È coautore con Alberto Sabellico di libri di legislazione vitivinicola quali: "Note pratiche di legislazione vinicola” e "Etichettatura dei vini e pratiche enologiche”.
Dal 1988 al 1999 ha fatto parte della Commissione di controllo dei vini italiani venduti all'estero dell'Istituto nazionale per il commercio estero, dal 2002 al 2014 è stato Presidente della Commissione di appello dei vini Docg e Doc(organo istituzionale del Mipaaf) dell'Italia centrale. Dal 2015 a giugno 2019 è stato Presidente di quella dell'Italia settentrionale.
Nel 1996 Il Presidente della Repubblica Oscar Luigi Scalfaro gli ha conferito, per meriti professionali, l’onorificenza di Commendatore e nel 2003 Carlo Azeglio Ciampi quella di Grande Ufficiale al merito della Repubblica Italiana.
Dal 1984 è membro dell'Accademia Italiana della Vite e del Vino.